# الحاق تگزاس

مرزهای تگزاس پس از الحاق در سال ۱۸۴۵

الحاق تگزاس، الحاق جمهوری تگزاس به ایالات متحده در سال ۱۸۴۵ بود. تگزاس در ۲۹ دسامبر ۱۸۴۵ به عنوان بیست و هشتمین ایالت در اتحادیه پذیرفته شد.
جمهوری تگزاس در ۲ مارس ۱۸۳۶ از جمهوری مکزیک اعلام استقلال کرد. تگزاس در همان سال درخواست الحاق به ایالات متحده داد، اما توسط وزیر امور خارجه رد شد. در آن زمان، اکثریت قریب به اتفاق جمعیت تگزاس طرفدار الحاق جمهوری به ایالات متحده بودند. رهبری هر دو حزب سیاسی اصلی ایالات متحده، دموکرات‌ها و ویگ‌ها، با معرفی تگزاس که یک منطقه وسیع برده‌داری بود، در فضای سیاسی ناپایدار جنجال‌های جانبی و ضد برده‌داری در کنگره مخالفت کردند. علاوه بر این، آنها می‌خواستند از جنگ با مکزیک اجتناب کنند، که دولت آن نیز برده‌داری را غیرقانونی اعلام کرده بود و از به رسمیت شناختن حاکمیت استان شمالی سرکش خودداری می‌کرد. با کاهش ثروت اقتصادی تگزاس در اوایل دهه ۱۸۴۰، رئیس‌جمهوری تگزاس، سام هیوستون، مذاکراتی را با مکزیک ترتیب داد تا امکان به رسمیت شناختن رسمی استقلال را با میانجیگری انگلستان بررسی کند.
در سال ۱۸۴۳، جان تایلر، رئیس‌جمهور ایالات متحده، که در آن زمان با هیچ حزب سیاسی همسو نبود، تصمیم گرفت به‌طور مستقل الحاق تگزاس را در تلاش برای به دست آوردن پایگاه حمایتی برای انتخابات چهار سال دیگر دنبال کند. انگیزه رسمی او پیشی گرفتن از تلاش‌های دیپلماتیک مشکوک دولت بریتانیا برای رهایی بردگان در تگزاس بود که برده‌داری در ایالات متحده را تضعیف می‌کرد. تایلر از طریق مذاکرات محرمانه با دولت هیوستون، یک معاهده الحاق را در آوریل ۱۸۴۴ تضمین کرد. هنگامی که اسناد برای تصویب به سنای ایالات متحده ارائه شد، جزئیات شرایط الحاق عمومی شد و مسئله تصاحب تگزاس در مرکز انتخابات ریاست جمهوری سال ۱۸۴۴ مطرح شد. نمایندگان دموکرات جنوبی که طرفدار الحاق تگزاس بودند، در کنوانسیون حزب خود در ماه مه ۱۸۴۴، نامزدی رهبر مخالف الحاق خود، مارتین ون بورن، را رد کردند. آن‌ها در اتحاد با همکاران دموکرات شمالی طرفدار توسعه، نامزدی جیمز کی پولک را که طرفدار مانیفست سرنوشت تگزاس بود، تضمین کردند.
در ژوئن ۱۸۴۴، سنا با اکثریت ویگ، پیمان تایلر-تگزاس را با اکثریت آرا رد کرد. پولک دموکرات طرفدار الحاق، هنری کلی ویگ، مخالف الحاق را در انتخابات ۱۸۴۴ با اندکی اختلاف شکست داد. در دسامبر ۱۸۴۴، تایلر، رئیس‌جمهور اردک لنگ، از کنگره خواست تا معاهده او را با اکثریت ساده در هر دو مجلس تصویب کند. مجلس نمایندگان با اکثریت دموکرات، با تصویب یک لایحه اصلاح‌شده که مقررات طرفدار برده‌داری معاهده تایلر را گسترش می‌داد، به درخواست او جواب مثبت داد. سنا نسخه‌ای مصالحه‌آمیز از لایحه مجلس نمایندگان را (با رای اقلیت دموکرات‌ها و چندین ویگ جنوبی) به تصویب رساند که به منظور ارائه گزینه‌های الحاق فوری تگزاس به رئیس‌جمهور منتخب پولک یا گفتگوهای جدید با مجلس برای بازنگری در شرایط الحاق، طراحی شده بود.
رئیس‌جمهور تایلر در ۱ مارس ۱۸۴۵ لایحه الحاق را امضا کرد و در ۳ مارس (آخرین روز کامل ریاست جمهوری خود)، نسخه مجلس را به تگزاس ارسال کرد و پیشنهاد به الحاق فوری کرد. هنگامی که پولک در ظهر روز بعد در شرق روی کار آمد، تگزاس را تشویق کرد که پیشنهاد تایلر را بپذیرد. تگزاس این توافق را با موافقت مردمی تگزاسی‌ها تصویب کرد. این لایحه توسط رئیس‌جمهور پولک در ۲۹ دسامبر ۱۸۴۵ امضا و تگزاس به عنوان بیست و هشتمین ایالت اتحادیه پذیرفته شد. تگزاس رسماً در ۱۹ فوریه ۱۸۴۶ به اتحادیه پیوست. پس از الحاق، روابط بین ایالات متحده و مکزیک به دلیل اختلاف حل نشده بر سر مرز بین تگزاس و مکزیک بدتر شد و جنگ مکزیک و آمریکا تنها چند ماه بعد آغاز شد.